# لی هارپر
لی هارپر (انگلیسی: Lee Harper؛ زادهٔ ۳۰ اکتبر ۱۹۷۱) فوتبالیست اهل بریتانیا است.
از باشگاه‌هایی که در آن بازی کرده‌است می‌توان به باشگاه فوتبال آرسنال، باشگاه فوتبال والسال، باشگاه فوتبال کویینز پارک رنجرز، باشگاه فوتبال نورث‌همپتون تاون، باشگاه فوتبال میلتون کینز دونز، باشگاه فوتبال سیتینگبورو، و باشگاه فوتبال میلتون کینز دونز اشاره کرد.